# Gobiesox fluviatilis
Gobiesox fluviatilis är en fiskart som beskrevs av Briggs och Miller, 1960. Gobiesox fluviatilis ingår i släktet Gobiesox och familjen dubbelsugarfiskar. Inga underarter finns listade i Catalogue of Life.